# Conophytum pellucidum
Conophytum pellucidum är en isörtsväxtart. Conophytum pellucidum ingår i släktet Conophytum, och familjen isörtsväxter.

## Underarter
Arten delas in i följande underarter:
- C. p. cupreatum
- C. p. pellucidum
- C. p. saueri
- C. p. terricolor

## Bildgalleri

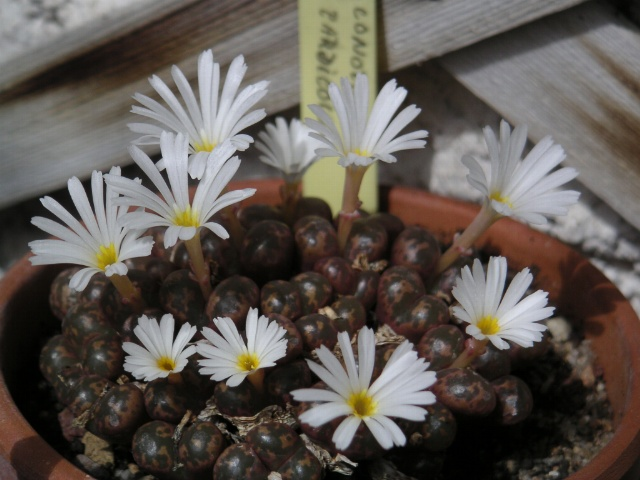